# Camille Decoppet
Camille Decoppet (Suscévaz, 4 de junio de 1862 – Berna, 14 de enero de 1925) fue un abogado, juez y político suizo, miembro del Partido Radical Democrático (PRD).
Entre 1900 y 1912 fue Consejero de Estado del Cantón de Vaud, y en 1899 resultó elegido Consejero Nacional. En 1901 entró en el consejo de administración de los Ferrocarriles Federales Suizos, y en 1911 asumió la presidencia del PRD. Fue Consejero Federal de 1912 a 1919, período durante el cual estuvo al frente de tres departamentos: el Departamento del Interior (1912), el Departamento de Justicia y Policía (1913) y el Departamento Militar (1914-1919). Fue Presidente de la Confederación en 1916. 
Dimitió a finales de 1919 y posteriormente fue director de la Oficina Internacional de la Unión Postal Universal hasta su muerte.

## Biografía

### Familia, estudios y carrera
Era hijo del posadero Henri-François Decoppet y de su esposa Philippine Alary, originaria de Nyon. Su hermano Maurice Decoppet fue profesor de ciencias forestales, mientras que su primo Lucien Decoppet presidió el Banco Cantonal de Vaud y fue miembro del Consejo Nacional. Camille Decoppet realizó sus estudios secundarios en Yverdon y estudió el bachillerato en la escuela cantonal de Lausana, donde se graduó en 1881. Posteriormente cursó la carrera de Derecho en la Academia de Lausana (precursora de la Universidad de Lausana). En aquella época formó parte de la fraternidad estudiantil Helvetia, la cual presidió entre 1882 y 1884.
En 1886 se licenció en Derecho, y a continuación realizó una pasantía en el despacho de Louis Berdez. Tras colegiarse en 1888, abrió un despacho de abogados junto con Alphonse Dubuis. Al año siguiente se casó con Emma Grandjean, a la que conocía desde la infancia y con la que tuvo dos hijos. Ejerció como abogado hasta 1890 y nuevamente desde 1896 hasta 1900; en los años intermedios trabajó de fiscal. Entre 1896 y 1912 fue juez sustituto del Tribunal Supremo Federal. Además, ocupó otros cargos directivos, como en el Banco Cantonal de Vaud y en los Ferrocarriles del Jura-Simplon. Entre 1901 y 1912 fue miembro del consejo de administración de los Ferrocarriles Federales Suizos.
Asimismo, hizo carrera en el ejército suizo. En 1898 fue comandante de un batallón de infantería, y en 1901, teniente coronel del 1er Regimiento de Infantería. En 1910 alcanzó el grado de coronel y dirigió el 1er Distrito Territorial.

### Política cantonal y federal
Su carrera política comenzó en 1897 con su elección al parlamento cantonal de Vaud, el Gran Consejo. En 1898, resultó asimismo elegido miembro del consejo municipal (ayuntamiento) de Lausana. Permaneció en ambos consejos durante tres años, y en 1899 llegó a presidir el Gran Consejo. En las elecciones generales de 1899 resultó elegido Consejero Nacional por la circunscripción de Vaud-Norte. Entre 1906 y 1907 fue presidente del Consejo Nacional. En 1909 tuvo un papel relevante en la negociación de un convenio franco-suizo relativo a las vías de acceso al túnel del Simplon. Este convenio culminó en la construcción de la línea ferroviaria Frasne-Vallorbe a través del túnel del Mont-d'Or, que acortó considerablemente la conexión ferroviaria entre Lausana y Francia. Entre 1911 y 1912 fue presidente del PRD nacional.
Compaginó su actividad política a nivel nacional con el desempeño de otros cargos a nivel cantonal: en 1900 fue elegido miembro del gobierno del cantón de Vaud, el Consejo de Estado, donde dirigió el Departamento de Instrucción Pública y Cultos. Reformó la legislación sobre la enseñanza primaria e impulsó una reforma de la ley sobre la enseñanza secundaria. También promovió el desarrollo de las escuelas de comercio e introdujo los estudios superiores de ciencias empresariales en la universidad. La ley eclesiástica de 1908, de la que fue redactor, reconoció el sufragio femenino en las asambleas eclesiásticas. La inesperada muerte de Marc Ruchet no suscitó prácticamente controversia alguna sobre su sucesión en el Consejo Federal, ya que Decoppet gozaba de una excelente reputación y el cantón de Vaud no vio cuestionada su pretensión de ocupar un escaño en el mismo. El 17 de julio de 1912 fue elegido Consejero Federal en la primera vuelta con 173 de los 184 votos válidos; el resto de candidatos obtuvieron once votos.

#### Consejo Federal
Decoppet dirigió el Departamento del Interior hasta finales de año y ultimó una serie de procedimientos legislativos pendientes. En enero de 1913 se trasladó al Departamento de Justicia y Policía, en el que se dedicó fundamentalmente a continuar la redacción del código penal. Allí estuvo un año, ya que a principios de 1914 pasó a dirigir el Departamento Militar. La muerte de Louis Perrier el año anterior le convirtió en el único miembro francófono y francófilo del Consejo Federal, una circunstancia que le colocó en una posición delicada tras el estallido de la Primera Guerra Mundial, ya que tanto el gobierno nacional como el Estado Mayor eran mayoritariamente germanófilos. En agosto de 1914 propuso como general, en nombre de todo el Consejo Federal, a Ulrich Wille, lo que generó numerosas críticas, ya que este tenía lazos familiares con Prusia. Decoppet mostró un gran sentido de la solidaridad con sus colegas, pero dicha controversia le causó un gran pesar y no fue hasta pasado un tiempo cuando estos recelos iniciales se disiparon. Una de sus principales responsabilidades como jefe del Departamento Militar fue la de garantizar el abastecimiento del país, por ejemplo, en lo referente a la importación de cereales y piensos. Así, llegó a un acuerdo para la libre importación de grano a través del puerto de Sète. Además, modernizó el equipamiento del ejército y reorganizó la fuerza aérea.
La Asamblea Federal eligió a Decoppet Presidente de la Confederación para el año 1916 con 185 votos a favor de un total de 188 votos válidos. La opinión pública de la Suiza francófona celebró su nombramiento, aunque su año presidencial se vio ensombrecido por dos crisis. En enero, Decoppet quiso emprender acciones legales contra dos coroneles que habían transmitido a los agregados militares alemanes y austrohúngaros los boletines diarios del Estado Mayor y varios despachos diplomáticos descifrados por los servicios suizos. Pese a la negativa del resto de los consejeros federales y del Estado Mayor, el Parlamento, la prensa y los cantones francófonos de Suiza presionaron para abrir una investigación penal. El 28 de febrero, el Tribunal de División absolvió a los coroneles de los cargos penales, aunque reconoció que su conducta había sido contraria al deber de neutralidad, y los remitió a las autoridades militares para que les aplicaran las correspondientes medidas disciplinarias. Wille los sancionó con veinte días de arresto. La indulgencia de las sentencias dictadas en el denominado «caso de los coroneles» desencadenó una profunda crisis de confianza en la Suiza francófona, que se agravó con la decisión del Consejo Federal de no atender las peticiones para destituir a Wille. En febrero, el Estado Mayor preparó, sin el conocimiento del Consejo Federal, trenes para trasladar tropas alemánicas a la Suiza francófona, como medida para sofocar posibles disturbios tras la absolución militar concedida a los coroneles. Decoppet tuvo que admitir el 21 de junio ante el Parlamento que no estaba al corriente del asunto. Este episodio, conocido como el «caso de los trenes» debilitó su posición en el Consejo Federal. Disgustado, comunicó a sus colegas que dimitiría, pero estos le disuadieron amenazándole con dimitir ellos en bloque.
En 1916 presentó varios informes sobre el ejercicio de los plenos poderes, con los que esperaba recuperar la confianza del Parlamento, muy maltrecha. En 1917 prosiguió con la reorganización del ejército, y en 1918 ordenó la adquisición de terrenos para la construcción del aeródromo militar de Dübendorf. Dos medidas que suscitaron controversia fueron el despliegue de tropas mayoritariamente francófonas durante la huelga general de noviembre de 1918 y la lenta desmovilización tras el final de la guerra. El periódico friburgués L'Indépendant, indignado, pidió su dimisión en diciembre de 1918. Decoppet aguantó un año más antes de anunciar su dimisión el 7 de noviembre de 1919. El 31 de diciembre de aquel año cedió su cargo a Karl Scheurer.

### Otras actividades
El mismo día que anunció su dimisión, el Consejo Federal le nombró director de la Unión Postal Universal y, por tanto, sucesor de Eugène Ruffy, fallecido unos meses antes. Decepcionado por la incomprensión de sus conciudadanos ante el hecho de haber mantenido al controvertido general durante toda la guerra por respeto al principio de colegialidad, no regresó a Vaud. Se instaló en Berna y se consagró a su labor en la Unión Postal Universal. Siguió impulsando el desarrollo de esta organización internacional y presidió el Congreso Postal Universal de 1920, celebrado en Madrid. Murió de un ictus el 14 de enero de 1925.